# Уайти (фильм)
Уайти (англ. Whity) — немецкий цветной художественный фильм режиссёра Райнера Вернера Фасбиндера, центральным персонажем в котором выступает чернокожий слуга Уайти в исполнении Гюнтера Кауфманна. Премьера фильма состоялась в 1971 году на 21-м Берлинском международном кинофестивале.
Фильм снимался в Испании и послужил источником вдохновения для следующего фильма Фасбиндера, «Предостережение от святой проститутки». Это первый фильм, созданный Фасбиндером с оператором Михаэлем Балльхаусом, снявшим после этого ещё полтора десятка фильмов режиссёра.

## Сюжет
Действие фильма происходит на западе США в 1878 году. Чернокожий юноша Уайти вместе со своей матерью живёт в богатой семье Николсонов и преданно служит ей. Глава семьи, мрачный Бенджамин Николсон, имеет привлекательную молодую жену Кэтрин и двух сыновей от предыдущего брака: гомосексуала Фрэнка, склонного к трансвестизму, и умственно отсталого Дэйви. Уайти выполняет все распоряжения членов семьи, даже унижаясь при этом, пока ему не предлагают убить некоторых из её членов. Кэтрин, которой любовник-врач (на самом деле подосланный её мужем) сообщил, что Бенджамин скоро умрёт, просит Уайти убить Фрэнка, её главного соперника в распределении наследства. В свою очередь Фрэнк, не знающий о скорой смерти отца хочет, чтобы Уайти убил Бенджамина. Сам Уайти испытывает симпатию к певичке из местного салуна Ханне, которая в какой-то момент даже предлагает ему уехать, однако он не хочет покидать семью. Помимо всего прочего выясняется, что Уайти является незаконным сыном Николсона.
После череды новых унижений со стороны Николсонов, каждый из которых ненавидит другого, Уайти решается на преступление и убивает из пистолета всех четверых хозяев. Вместе с Ханной они на лошади уезжают в пустыню, где у них кончается вода. На фоне заката Уайти и Ханна танцуют медленный танец.

## В ролях
- Гюнтер Кауфманн — Уайти
- Рон Рэнделл — Бенджамен Николсон
- Ханна Шигулла — Ханна, певица в салуне
- Катрин Шааке — Кэтрин Николсон
- Харри Бэр — Дэви Николсон
- Улли Ломмель — Фрэнк Николсон
- Томаш Мартин Бланко — Гарсия, подставной доктор
- Стефано Каприати — Рихтер
- Илэйн Бэйкер — мать Уайти
- Марк Сэлведж — шериф
- Хельга Баллхаус — жена Рихтера
- Курт Рааб — тапёр в салуне
- Райнер Вернер Фассбиндер — посетитель салуна

## Награды
В 1971 кинолента получила высшую награду Германии в области кинематографа — «Deutscher Filmpreis», присужденную за лучшую главную женскую роль (Ханна Шигулла) и лучшую художественную постановку (Курт Рааб).
В этом же году фильм был одним из претендентов на премию Берлинского международного кинофестиваля «Золотой Медведь», однако не получил её.